# The Road of Ambition
The Road of Ambition er en amerikansk stumfilm fra 1920 af William P.S. Earle.

## Medvirkende
- Conway Tearle som Bill Matthews
- Florence Dixon som Daphne Van Steer
- Gladden James som Philip Colt
- Florence Billings som May Larrabee
- Arthur Housman som Monty Newcomb
- Tom Brooke som Mr. Benson
- Tom McGuire som Mack
- Adolph Milar som Ole Olson